# Dawson (Iowa)
Dawson é uma cidade localizada no estado americano de Iowa, no Condado de Dallas.

## Demografia
Segundo o censo americano de 2000, a sua população era de 155 habitantes.
Em 2006, foi estimada uma população de 151, um decréscimo de 4 (-2.6%).

## Geografia
De acordo com o United States Census Bureau tem uma área de
1,2 km², dos quais 1,2 km² cobertos por terra e 0,0 km² cobertos por água. Dawson localiza-se a aproximadamente 316 m acima do nível do mar.

## Localidades na vizinhança
O diagrama seguinte representa as localidades num raio de 16 km ao redor de Dawson.